# 百合男子
『百合男子』（ゆりだんし）は、倉田嘘による日本の漫画作品。『コミック百合姫』（一迅社）にて2011年3月号より2014年7月号まで第一部が連載され、2015年1月号より新たに『俺と百合-百合男子第2章-』として連載していたが、単行本化の際に『俺の嫁なんていねぇ!』に改題した。（2016年1月号掲載分を最後に連載中断）

## 概要
百合作品、すなわち女性同士の恋愛をメインに扱っている『百合姫』において、初めての男性主人公による作品。男でありながら百合をこよなく愛する高校生・花寺啓介が主人公。あらゆる百合的シチュエーションに萌える彼が、はまればはまるほど、男性である自分はそこに存在してはいけないのではないかと考え、苦悩するようになっていく。
作中には出版社を問わず、さまざまな実在の漫画作品への言及もある。作中の主人公が掲載誌である『百合姫』を読んで批判的な意見を口にするなど、メタフィクション的な場面もある。
百合ジャンルの男性読者に焦点を当てた作品はあまり前例がなかったため、ありそうでなかった作品とも評された。また、『百合姫』で連載されている作品の中では極めて異質な作風の漫画であることも読者にインパクトを与える要素になっている。
著者がスランプに陥った時に、「男なのに百合を好きになって苦悩する漫画」ぐらいしか思い浮かばない、と担当編集に漏らしたところ、それを担当が気に入ったことがきっかけになった。
著者曰く「主人公の葛藤に焦点を当てたヒューマンドラマ」だが、担当編集者曰く「ギャグマンガ」
『コミック百合姫』2012年5月号にてドラマCDとキャラクターソングの発売が発表された。
2014年11月からはアキヲによる本作のスピンオフ漫画『百合男子くん』が『gateau』（一迅社）にて2015年1月号より連載中である。
『コミック百合姫』2016年5月号にて『俺の嫁なんかいねぇ!』連載打ち切りが発表された。

## 登場人物
担当声優は、ドラマCD版のもの。
花寺啓介（はなでら けいすけ）
声 - 福山潤
本作の主人公で高校2年生。百合をこよなく愛し、現実＆創作物を問わず、あらゆる百合で萌えることができる。女子クラスメートの百合観察（ストーカー行為含む）を日々怠らない。さらには、その百合観察の成果をまとめた「百合名場面名鑑」を自作している。いま最も注目している二次元カップリングは京子×結衣。
『コミック百合姫』および『百合姉妹』を始め、全ての百合雑誌を欠かさず読んでいる。ベッドの下には『コミック百合姫』を隠し持ち、その手前にエロ本を置いて家族に対してカモフラージュも行っている。
百合カップルと思っていたら、実は片方が女装した男性であることが分かったとたん、その人物に襲い掛かることもある。「女性は女性同士でくっ付くべき」を信念に、自分が男性に生まれた運命を呪い、一生女性と交際しない決意をした上で、他の百合男子にもそれを強要する。
第2話以降は、掛けている眼鏡を殴られるなどしては壊されている。
『俺と百合』で高校3年生に進級。
藤ヶ谷沙織（ふじがや さおり）
声 - 佐倉綾音
啓介のクラスメイトで、彼の隣席。啓介いわく「清楚かつおしゃれ、細かなことまでよく気がつく素敵女子」。茜とは中学からずっと一緒な親友であり、啓介とも友人関係にある。
啓介の持っていた百合姫コミックスを目にしたことがきっかけで百合に目覚め、皐の導きで百合ソムリエを志すことになる。
百合作品イベントにライバるんコスプレで参加するようになる。
宮鳥茜（みやとり あかね）
声 - 戸松遥
啓介のクラスメイト。第1話で啓介たちの通っている高校に転入してきた。沙織とはいつも一緒であり、彼女に対して友人以上の感情を持っている様子。
沙織のススメで百合作品を愛読するようになる。
松岡涼（まつおか りょう）
声 - 茅野愛衣
啓介のクラスメイト。クラスでも沙織と1,2位を争う成績優秀者であるが、あまり愛想がよくない。沙織に対して好意を抱いている様子?（※本人は否定）。
単行本描き下ろし「百合男子 Girl's Side」における語り部役。
茜同様、沙織のススメで百合作品を愛読するようになる。
花寺みゆき（はなでら みゆき）
啓介の妹。啓介が（カモフラージュのため）ベッドの下にしまっているエロ本を時々盗み読みしている。
『俺と百合』で啓介と同じ高校に進学。涼が書店で見ていたコミック百合姫を買ったことがきっかけで百合に興味を抱き、涼に百合作品を教わるようになる。（沙織曰く「妹（プティスール）」）
籠目正二郎（かごめ せいじろう）
声 - 櫻井孝宏
高校2年生。
啓介に最初に声をかけた人物。ぱっと見、カジュアル系ギャル男である。作中では暴走する啓介に対して正論で言い包めたり、乱闘騒ぎがあった際は騒ぎが拡大しないように機転を利かせたりと、常識人である。電車の中で啓介を百合男子だと嗅ぎ分けた。数ある成年向けコンテンツから百合を探し出すのが生きがい。
好きな作品は『少女セクト』。
宮鳥茜が転校する前に在学した女子校の近所にある高校に通っており、たまたま交通事故の危機から救った澄香陽子の友人だった茜に一目惚れして何度かデートに誘うが、ＯＫされるものの常に陽子を含めた３人での行動だった。
鎌倉豊（かまくら ゆたか）
声 - 置鮎龍太郎
大学生、アメリカの大学に留学中。百合とはそもそも女性のものであり、書き手もまた女性のほうが好ましいと考えているリアル派。実は松岡涼の従兄。
好きな作品は『青い花』。
桜ヶ丘健司（さくらがおか けんじ）
声 - 安元洋貴
高校1年生。女の子同士明るく楽しくイチャイチャな作品が大好きで、性的表現は不要派。
自宅は離れ島で民宿を経営している。
好きな作品は『けいおん!』。
武蔵野弘之（むさしの ひろゆき）
声 - 岡本信彦
中学3年生。鎌倉と同じく女性の書き手のものを好むが、性的表現はよしとしていない。
少女漫画雑誌をよく読む。
好きな作品は『マリア様がみてる』。
『俺と百合』で啓介と同じ高校（倉良（くらら）学園）に進学。
鳳隆（おおとり たかし）
鳳鮮魚店店主。彼もまた百合男子。
小学生だった啓介に百合姉妹を与えた張本人。妻（愛称：さっちゃん）と息子（翔太）がいる。啓介から「師匠」と呼ばれる。
妻には百合男子であることを隠している（だが実はバレている）。
鳳皐（おおとり さつき）
隆の妻。夫や息子には隠しているが実は百合女子。百合作品イベントにミラクるんコスプレで参加する。
沙織に百合ソムリエの道を示し、沙織から「お姉さま」と呼ばれる。
風華伸一（ふうが しんいち）
高校2年生。不良軍団を束ねるリーダー格。
彼もかつては百合男子で、エロヤスと共に風華ポニーとして百合作品の2次創作も手掛けていた。しかし家族にバレ、お気に入りの連載作品の終了や、昨今のライト層向けの百合を模した萌え作品の氾濫などから百合ジャンルに絶望し、ボクサー～不良の道へ走る事となる。本心はまだ百合に未練がある様子。
結局、師と仰ぐ鳳隆との再会などを通じて再び百合創作の道を歩む。
乙橘康孝（おとたちばな やすたか）
高校2年生。伸一の腰巾着で、通称エロヤス。かつて乙橘ちびとして伸一と共に百合作品の2次創作を手掛けていた。
不良をやめて伸一と共に百合創作を再開する。
松岡爽（まつおか そう）
『俺と百合』から登場。涼の妹で花寺みゆきのクラスメート。窓辺で百合妄想している啓介をクール男子と誤認し、想いを寄せている。
啓介と付き合うきっかけ作りを目当てに、沙織（啓介を百合に引き込んだ張本人と誤解している）に百合作品を教わるようになる。

## 単行本
一迅社より「百合姫コミックス」として刊行されている。
- 第1巻 - 2011年9月1日初版発行（2011年8月18日発売） ISBN 978-4-7580-7163-5
  - 本編のほか、『まんがなもり ゆるゆりSPECIAL』に掲載された「ゆるゆり妄想編」や描き下ろし漫画「百合男子 Girl's Side」、担当編集との対談などが収録されている。表紙がリバーシブル仕様となっており、裏側には沙織と茜が描かれており、書名も「男」の部分に×印が付いた「百合男子」（「YURI-JOSHI」の表記があることから「ゆりじょし」と読ませる）。
- 第2巻 - 2012年7月1日初版発行（2012年6月18日発売） ISBN 978-4-7580-7188-8（通常版） / ISBN 978-4-7580-7189-5（限定版）
  - 限定版は番外編ドラマCD付き
- 第3巻 - 2013年2月1日初版発行（2013年1月18日発売） ISBN 978-4-7580-7226-7
- 第4巻 - 2013年8月1日初版発行（2013年7月18日発売） ISBN 978-4-7580-7265-6（通常版） / ISBN 978-4-7580-7266-3（限定版）
  - 限定版は小冊子「百合名場面名鑑」付き
- 第5巻 - 2014年7月1日初版発行（2014年6月19日発売） ISBN 978-4-7580-7316-5

続編『俺の嫁なんていねぇ!』:
- 第1巻 - 2015年11月1日初版発行（2015年10月17日発売） ISBN 978-4-7580-7476-6
  - これまでA5判だったが、この巻よりB6判となっている

## テレビCM
本作と同じ掲載誌で連載され、作中でも主人公が入れ込んでいる作品として言及されている、なもりによる漫画『ゆるゆり』がテレビアニメ化された際には、同テレビアニメの放送枠に本作のCMが頻繁に登場し、そのことが話題になった。

## 不祥事
2014年1月号に掲載された第18話において、『ひだまりスケッチ』『きんいろモザイク』『Aチャンネル』の漫画やアニメ版のイラストを無断で改変・使用し、権利者から許諾を受けているような著作権表示を行い、かつその表記にも誤りがあった事が判明した。これを受けて一迅社公式ウェブサイトではトップページで代表取締役及び法務担当者名の謝罪文を掲載、作者の倉田嘘もTwitter上で謝罪した。